# Croton poggei
Espèce
Classification APG II (2003)
Croton poggei est une espèce de plantes à fleurs du genre Croton et de la famille des Euphorbiaceae, présente en République démocratique du Congo.